# 耒タルベキ素敵
『耒タルベキ素敵』（きタルベキすてき）は、日本の歌手である沢田研二の37作目となるオリジナル・アルバム。
2000年9月13日に東芝EMI/イーストワールドよりリリース。2002年にJULIE LABELより再発。

## 解説
本作は沢田のオリジナル・アルバムとしては初の2枚組（全23曲）で、コンセプトは「20世紀の集大成」。沢田に所縁のミュージシャンが1人1曲ずつ提供した作品集であり、その名を辿っていくだけで沢田の音楽活動並びに日本の音楽史の一面を辿ることが出来る豪華なアルバムである。全編曲を白井良明、アートディレクションを早川タケジが手がけた。
収録曲のうち沢田自身が作詞を手がけたものが10曲を占め、中でも「A・C・B」はザ・タイガースが上京した当初に拠点にしていたライブハウス（当時のジャズ喫茶。ただし現在の「A・C・B」（アシベ）は移設されて場所が変わっている）の名前、「ブルーバード　ブルーバード」は同じくザ・タイガースの「青い鳥」のオマージュで元メンバー（森本太郎と岸部一徳）がレコーディングに参加、さらに『君のキレイのために』は同作曲者・大沢誉志幸の『おまえにチェックイン』のオマージュ、と沢田の個人史的な作品が多いのが特色といえる。
また覚和歌子の作詞ながら「あなたでよかった」は沢田の実父に捧げた楽曲である。『everyday joe』のイントロはジミ・ヘンドリックスの『PURPLE HAZE』、『キューバな女』のイントロはサンタナの『哀愁のヨーロッパ』、と洋楽のパロディも随所に取り入れられている。

## ライブ
2000年9月から11月にかけて行われた全国ツアーでは本作からの全23曲のみで構成されるというステージとなった（アンコールでは「勝手にしやがれ」などが演奏されている）。

## 収録曲
- 全編曲：白井良明

### DISC 1
1. A・C・B
  - 作詞:沢田研二／作曲:伊豆田洋之
2. ねじれた祈り
  - 作詞:GRACE／作曲:加瀬邦彦
3. 世紀の片恋
  - 作詞:覚和歌子／作曲:下山淳
4. アルシオネ
  - 作詞:GRACE／作曲:伊藤銀次
5. ベンチャー・サーフ
  - 作詞:GRACE／作曲:井上堯之
6. ブルーバード　ブルーバード
  - 作詞:沢田研二／作曲:森本太郎
  - コーラスに森本と岸部一徳が参加。
7. 月からの秋波
  - 作詞:沢田研二／作曲:川村結花
8. 遠い夜明け
  - 作詞:覚和歌子／作曲:平井夏美
9. 猛毒の蜜
  - 作詞:GRACE／作曲:山下尚輝
10. 確信
  - 作詞:GRACE／作曲:吉田建
11. マッサラ
  - 作詞:沢田研二／作曲:西平彰
12. 無事でありますよう
  - 作詞:沢田研二／作曲:大山泰輝

### DISC 2
1. 君のキレイのために
  - 作詞:覚和歌子／作曲:大沢誉志幸
2. everyday Joe
  - 作詞:覚和歌子／作曲:ムッシュかまやつ
3. キューバな女
  - 作詞:沢田研二／作曲:大野克夫
4. 凡庸がいいな
  - 作詞:沢田研二／作曲:白井良明
5. あなたでよかった
  - 作詞:覚和歌子／作曲:依知川伸一
6. ゼロになれ
  - 作詞:覚和歌子／作曲:原田真二
7. 孤高のピアニスト
  - 作詞:沢田研二／作曲:宮川泰
8. 生きてる実感
  - 作詞:GRACE／作曲:加藤ひさし
9. この空を見てたら
  - 作詞:沢田研二／作曲:すぎやまこういち
  - コーラスに森本と岸部が参加。
10. 海に還るべき・だろう
  - 作詞・作曲:沢田研二
11. 耒タルベキ素敵
  - 作詞:覚和歌子／作曲:吉田光